# فرانک آندروود (نوازنده انگلیسی)
فرانک آندروود (انگلیسی: Frank Underwood) نوازندهٔ بلوز انگلیسی است. او هم‌اکنون در آکسفوردشر کار می‌کند.
او همچنین به آموزش گیتار، ساز دهنی و لوت می‌پردازد. او گروه آستن را در آکسفورد تأسیس کرد.